# 丹後中央病院
公益財団法人丹後中央病院（こうえきざいだんほうじんたんごちゅうおうびょういん）は、京都府京丹後市峰山町にある病院である。

## 概要
丹後地方は古くから舞鶴医療圏に含まれていたが、「丹後にも総合病院を」という声を受け、旧峰山町や丹後織物工業組合が資金を寄付し、財団法人を設立、1942年（昭和17年）に診療所を開設したのが始まりである。1961年には京都府立与謝の海病院（現・京都府立医科大学附属北部医療センター）が開設され、丹後地方の中核病院としての地位は譲ったが、現在でも奥丹後の地域医療を担う病院である。

## 基本理念と基本方針

### 基本理念
安心・信頼・良質の医療

### 基本方針
1. 患者さん中心の医療を実践します
2. 安心して医療が受けられる、安全で快適な医療環境の形成を目指します
3. わかりやすい説明に基づく信頼される医療を行います
4. チーム医療により、良質の全人的医療を行います
5. 地域医療機関との連携を推進し、地域の医療水準の向上に貢献します
6. 救急医療、災害医療、へき地医療、難病医療などの政策医療を積極的に担います
7. 医学・医療技術の研鑽と教育・研修により、人間性豊かな医療人の育成に努めます
8. 透明性の高い健全な病院経営を行います

## 沿革
- 1942年 - 診療所開設。
- 1979年 - 本館改築。
- 1994年 - 新館完成。
- 2000年 - 新病棟完成。
- 2006年 - 療養病棟から回復期リハビリテーション病棟へ転換。
- 2010年 - 50床増床・増築。
- 2011年 - 一般病床13床増床。公益法人制度改革に伴い公益財団法人へ移行。
- 2012年 - 一般病床5床増床。
- 2013年 - 新棟竣工、一般病床12床増床。
- 2014年 - 一般病床66床増床、回復期リハビリ病棟46床稼働。

## 診療科目
- 内科
- 消化器内科
- 脳神経内科
- 循環器内科
- 呼吸器内科
- 糖尿病内分泌科
- 血液内科
- 小児科
- 外科
- 脳神経外科
- 整形外科
- リウマチ科
- リハビリテーション科
- 形成外科
- 麻酔科
- 婦人科
- 耳鼻咽喉科
- 泌尿器科
- 眼科
- 皮膚科
- 放射線科

## 告示・指定
- 健康保険法による指定医療機関
- 労働者災害補償保険法指定医療機関
- 生活保護法指定医療機関
- 結核予防法指定医療機関
- 原子力災害医療協力機関
- 指定自立支援医療機関（育成医療・更生医療）
- 指定自立支援医療機関（精神通院医療）
- 救急告示病院
- 第二種社会福祉事業（無料低額診療）
- 原子爆弾被爆者指定医療機関
- 難病医療費助成指定医療機関
- 高次脳機能障害対応医療機関
- 肝炎インターフェロン治療医療機関
- 胃がん･大腸がん検診二次精密検査医療機関（京都府医師会）
- 肺がん検診二次精密検査医療機関（京都府医師会）
- 禁煙治療実施医療機関
- マンモグラフィ検診施画像認定
- 京都府地域リハビリテーション地域支援センター
- 京都府在宅附属病院群卒後臨床研修プログラム研修協力病院
- 京都桂病院卒後臨床研修プログラム研修協力病院
- 各種医療実習受入病院

## 院内設備
- 売店 
  - 売店 - いちょう
  - 医用品ショップ - たぶの木
- 研修講堂 - ふたばホール
- 院内保育所 - たぶの木保育所

## 医師派遣
丹後中央病院は京都大学医学部と強い結びつきがあり、ほとんどの医師が京都大学より派遣されている。

## 交通
- 京都丹後鉄道峰山駅下車、徒歩15分。
- 丹海バス峰山線などで丹後中央病院前バス停下車、徒歩2分。

## 周辺の主な病院
- 京丹後市立弥栄病院
- 京都府立医科大学附属北部医療センター
- 国立病院機構舞鶴医療センター（舞鶴市）
- 舞鶴共済病院（舞鶴市）
- 舞鶴赤十字病院（舞鶴市）